# Jackson County (Missouri)
Jackson County is een county in de Amerikaanse staat Missouri.
De county heeft een landoppervlakte van 1.567 km² en telt 654.880 inwoners (volkstelling 2000). De hoofdplaats is Kansas City.

## Bevolkingsontwikkeling

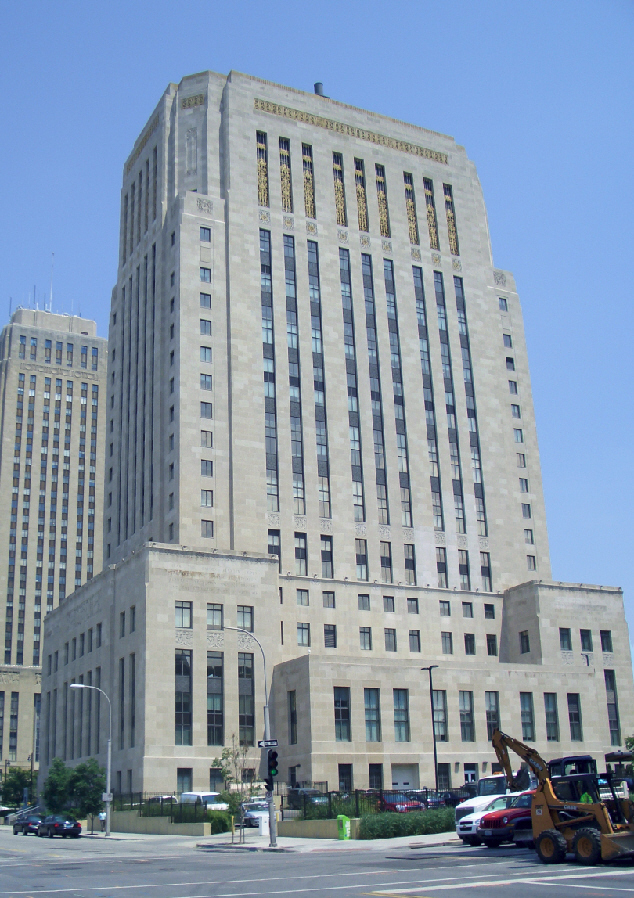
Jackson County Courthouse